# Ľudo Zúbek
Ľudovít Zúbek (Malacka, 1907. július 12. – Pozsony, 1969. június 23.) szlovák író, újságíró és műfordító. Rádiójátékokat, történelmi és életrajzi regényeket írt írókról, festőkről, társadalmi és kulturális aktivistákról.

## Élete
1907. július 12-én született, édesapja, Ján Zúbek, kőműves, az édesanyja, Terézie Ivanová. A családban kilenc gyermek született, Ján az elsőszülött fiú volt (testvérei: Jozef, Ružena, Matilda, Mária, Ernest, Valéria, Karol és Viktor). A szülővárosában járt általános és középiskolába. A polgári iskola befejezése után sikeresen folytatta tanulmányait a pozsonyi Üzleti Akadémián, ahol 1925-ben sikeresen végzett.
Ezután bankokban tisztviselőként dolgozott (Pozsony, Malacka, Szakolca, Zohor, Galgóc, Pöstyén). 1932-től 1946-ig a Szlovák Rádióban, 1946 és 1947 között a Tájékoztatásügyi Megbízotti Hivatalnál dolgozott. Elméleti és kritikai tevékenységével hozzájárult a szlovák rádiójátékok fejlesztéséhez.
1947-ben az újonnan alapított Tatran Kiadó igazgatója lett, 1948 és 1956 között annak vezető szerkesztője volt. 1956-tól egészségügyi okokból úgy döntött, hogy felfüggeszti további tevékenységét. A következő években az idejét – korai haláláig, 1969. június 23-ig – kizárólag az írásnak szentelte.

## Munkássága
A szlovák történelmi életrajzi regény kiváló alkotói közé tartozott, sokat tett a szlovák rádiójáték fejlesztéséért gyermekek, fiatalok és felnőttek számára egyaránt. Útirajzokat, novellákat, rádiójátékokat és regényeket írt. Műfordítóként is jelentős alkotó, magyar (Illés Béla, Mikszáth Kálmán, Németh László) és cseh irodalmi műveket fordított. A Don Quijotét és Victor Hugo: A nyomorultak című regényének, Cosette  részét is lefordította.
Történelmi regényeit lefordították cseh, orosz, lengyel, német és magyar nyelvre.
1966-ban Fraňo Kráľ-díjjal jutalmazták a szlovák gyermekirodalom fejlesztésében nyújtott tevékenységéért, 1967-ben a munkásságáért érdemes művész címet kapott.

## Művei

### Próza felnőtteknek
- Ján Kupecký (életrajzi regény a szlovák festőről, 1938) Kupeczky János
- Doktor Jesenius (életrajzi regény Jeszenszky Jánosról, 1956)
- Skrytý prameň (történelmi-életrajzi regény,  1956) Rejtett forrás
- Zlato a slovo (történelmi regény az amerikai területek spanyol gyarmatosításáról, 1962) Arany és szó
- Farebný sen (regény Kupeczky Jánosról, 1965) Színes álom
- Štvrtá stena (1971)[2] A negyedik fal
- Zo zamknutej záhrady (1987)[3] A zárt kertből

### Próza gyermekek és fiatalok számára
- V službách Mateja Hrebendu (történelmi regény, 1949) Matej Hrebenda szolgálatában
- Murársky chlieb (önéletrajzi munka, 1952) Kőműves kenyér
- Jar Adely Ostrolúckej (regény, 1957)[4] Adela Ostrolúcka tavasza
- Rytieri bez meča (1967) Lovagok kard nélkül
- Ríša Svätoplukova (történelmi regény, 1969) Szvatopluk birodalma

### Szakirodalom
- Moja Bratislava (1965) Az én Pozsonyom
- Gaudeamus igitur alebo Sladký život študentský (1965) Gaudeamus igitur avagy Édes diákélet[5]

### Rádiójátékok felnőtteknek
- Katastrofa (1934) Katasztrófa
- Ľudovít Štúr (1934)
- Život básnika (1935) Egy költő élete

### Rádiójátékok gyermekek és fiatalok számára
- Zánik ríše Aztékov (1939) Az azték birodalom bukása
- Pochod do Mexika (1939) Hadjárat Mexikóba

### Filmek
- V hodine dvanástej  (1958) Tizenkét órakor
- Skrytý prameň (1973) Rejtett rugó
- Do zbrane, kuruci! (1974) Fegyverbe kurucok!

## Magyarul
- Doktor Jesenius; ford. Zólyomi Antal; Szlovákiai Szépirodalmi Könyvkiadó / Móra Ferenc Könyvkiadó, Pozsony, Budapest, 1958
- Az indiák aranya. Mozaik a középkorból; Slovenské Vydavatel'stvo Krásnej Literatúry, Bratislava, 1964, fordította: Zólyomi Antal, illusztrálta: Vladimír Machaj

## Fordítás
- Ez a szócikk részben vagy egészben  a(z)   Ľudo Zúbek című szlovák Wikipédia-szócikk ezen változatának fordításán alapul.  Az eredeti cikk szerkesztőit annak laptörténete sorolja fel. Ez a jelzés csupán a megfogalmazás eredetét és a szerzői jogokat jelzi, nem szolgál a cikkben szereplő információk forrásmegjelöléseként.